# Liste der Außenlager des KZ Flossenbürg
Die Liste der Außenlager des KZ Flossenbürg führt alle bekannten KZ-Außenlager des Konzentrationslagers Flossenbürg. Dem im Oberpfälzer Wald bei Weiden gelegenen Stammlager waren in der Zeit des Nationalsozialismus nach wissenschaftlichem Stand 2020 der KZ-Gedenkstätte Flossenbürg 77 Außenlager zugeordnet. Das weit verzweigte Lagersystem erstreckte sich ab dem Frühjahr 1942 zwischen Würzburg im Westen und Prag im Osten, dem nördlichen Sachsen und Niederbayern im Süden. Etwa 100.000 Menschen waren zwischen 1938 und 1945 im Stammlager und den Außenlagern inhaftiert, darunter mindestens 16.000 Frauen. Mindestens 30.000 Inhaftierte starben.

## Listen

### Legende
- Name: Name des KZ-Außenlagers
- Ort, Land: Ort, in dem das Außenlager war
- Zeitraum: Zeitraum, in dem das Außenlager existierte
- Häftlinge: Häftlinge in Summe während des KZ-Betriebes
- Identifizierte Todesopfer: Identifizierte Häftlinge die im KZ gestorben sind
- Zwangsarbeit: Zwangsarbeit die die Häftlinge verrichten mussten
- Lagerführer: Kommandoführer im KZ (Vorgänger, Nachfolger)

Nicht explizit belegte Informationen stammen aus dem Online-Archiv der KZ-Gedenkstätte Flossenbürg, können aber teilweise auch in den Fußnoten zum entsprechenden Lager vorkommen.

### Außenlager
| Name                                                                              | Ort, Land                                            | Zeitraum                           | Häftlinge | Identifizierte Todesopfer | Zwangsarbeit | Lagerleiter                                                                 | Lage                                                                                            |
| --------------------------------------------------------------------------------- | ---------------------------------------------------- | ---------------------------------- | --------- | ------------------------- | --- | --------------------------------------------------------------------------- | ----------------------------------------------------------------------------------------------- |
| Außenlager Altenhammer                                                            | Altenhammer, Deutschland                             | Dez. 1944 – 16. April 1945         | 232       | 2                         | Flugzeugteile für Messerschmitt in den Kommandos Stich und Ambos |                                                                             | - 49° 43′ 46″ N, 12° 19′ 59″ O - 49° 43′ 51″ N, 12° 19′ 30″ O - 49° 43′ 54″ N, 12° 19′ 25″ O    |
| Außenlager Ansbach                                                                | Ansbach, Deutschland                                 | 13. März 1945 – 4. April 1945      | 700       | 97                        | Zwangsarbeit für die Reichsbahn, u. a. Beseitigung von Bombenschäden |                                                                             | 49° 18′ 2″ N, 10° 34′ 19″ O                                                                     |
| Außenlager Aue                                                                    | Aue, Deutschland                                     | 24. Nov. 1944 – Ende April 1945    | 20        | –                         | «behelfsmäßiger Ausbau eines stillgelegten HJ-Heimes als SS-Führerschule» Untergebracht sind die Zwangsarbeiter im Gefängnis von Aue | Kraus                                                                       | 50° 35′ 14″ N, 12° 41′ 56″ O                                                                    |
| KZ-Außenlager Bayreuth                                                            | Bayreuth, Deutschland                                | 13. Juni 1944 – 11. April 1945     | 27        | N/A                       | Konstruktionszeichner u. Herstellung feinmechanischer Metallteile für „Projekt Fernsehwaffe“ | Adolf Nies, Arno Schmidt                                                    | 49° 57′ 5″ N, 11° 34′ 11″ O                                                                     |
| Außenlager Brüx (Most)                                                            | Brüx (Most), Tschechien                              | 1. Sep. 1944 – 7. Oktober 1944     | 1.000     | 4                         | Arbeit in Kohlebergwerken der Sudetenländischen Bergbau AG in Seestadtl | Gustav Göttling                                                             | 50° 31′ 23″ N, 13° 32′ 21″ O                                                                    |
| Außenlager Chemnitz                                                               | Chemnitz, Deutschland                                | 24. Okt. 1944 – April 1945         | 515       | 1                         | Frauen-Außenlager; Fertigung von Metallteilen für Flugzeuge und MG für die Astrawerke AG Chemnitz. Unterbringung im oberen Stockwerk einer Halle in der Altchemnitzer Straße im Werk I                                                                                                 | Willing                                                                     | 50° 49′ 0″ N, 12° 54′ 59″ O                                                                     |
| Außenlager Dresden (Bernsdorf)                                                    | Dresden, Deutschland                                 | 24. Nov. 1944 – April 1945         | 501       | 33                        | Munitionsherstellung | Erich von Berg, Otto Schmerse                                               | 51° 2′ 27″ N, 13° 48′ 5″ O                                                                      |
| Außenlager Dresden (Zeiss-Ikon, Goehle-Werk)                                      | Dresden, Deutschland                                 | 9. Okt. 1944 – Mitte April 1945    | 203       | 9                         | Frauen-Außenlager; Herstellung von Geschossen für die 8,8-cm-Flak | Gertrud Schäfer, Margarete de Hueber                                        | - 51° 4′ 53″ N, 13° 43′ 42″ O - 51° 4′ 58″ N, 13° 43′ 32″ O                                     |
| Außenlager Dresden (Reichsbahn)                                                   | Dresden, Deutschland                                 | März 1945 – wahrsch. 8. Mai 1945   | 500       | 1                         | Reparaturarbeiten an zerstörten Gleisen für die Reichsbahn | Franz Rohloff                                                               |                                                                                                 |
| Außenlager Dresden-Friedrichstadt (Reichsbahnausbesserungswerk)                   | Dresden, Deutschland                                 | 15. Sep. 1944 – 19. Februar 1945   | 600       | 27                        | Reparatur beschädigter Waggons für das Reichsbahnausbesserungswerk (RAW) am Weißeritz-Ufer (heute Emerich-Ambros-Ufer) | Rudolf Becher                                                               | 51° 3′ 37″ N, 13° 41′ 33″ O                                                                     |
| Außenlager Dresden (SS-Pionier Kaserne)                                           | Dresden, Deutschland                                 | Juni 1942 – 15. April 1945         | 246       | N/A                       | Bau eines Reservelazaretts in der SS-Pionier Kaserne und Umbau von Schulen zu Reservelazaretten. Diverse weitere Arbeiten wie Befestigung des Schlosses Hirschstein für die belgische Königsfamilie. Unterbringung der Häftlinge in drei Garagen, von denen eine als Waschraum diente. | Josef Schmatz, Kurt Markgraf (stellv.), Wilhelm Hartmann, Ernst Scheithauer | 51° 5′ 57″ N, 13° 43′ 33″ O (Ungenaue Angabe, Kasernengelände im Umkreis von 150 bis zu 400 m)  |
| Außenlager Dresden (Universelle)                                                  | Dresden, Deutschland                                 | 9. Okt. 1944 – April 1945          | 700       | N/A                       | Frauen-Außenlager; Bau von Reglern für Flugzeugmotoren im Werk der Universelle Maschinenfabrik (Florastraße 14) | Charlotte Hanakam, Ida Guhl                                                 | 51° 2′ 50″ N, 13° 43′ 3″ O                                                                      |
| Außenlager Dresden (Zeiss-Ikon, Werk Reick)                                       | Dresden, Deutschland                                 | Okt. 1944 – April 1945             | 902       | 16                        | Frauen-Außenlager; Munitionsherstellung im ICA-Werk der Zeiss Ikon AG (Mügelner Straße 40) | Olschewski, Johann Heinz                                                    | 51° 0′ 35″ N, 13° 48′ 35″ O                                                                     |
| Außenlager Eichstätt                                                              | Eichstätt, Deutschland                               | Okt. 1944 – Januar 1945            | 22        | nicht belegbar            | Handwerkstätigkeiten für eine Abteilung des Nürnberger SS-Nachrichten-Ersatzbataillons auf der Willibaldsburg |                                                                             | 48° 53′ 40″ N, 11° 10′ 11″ O                                                                    |
| Außenlager Eisenberg (Jezeři)                                                     | Jezeří (Eisenberg), Tschechien                       | 21. Juni 1943 – 27. April 1945     | 30        | N/A                       | Umbau eines Schlossgebäudes, welches zur Unterbringung von 100 – 200 französischen Offizieren (Kriegsgefangene) genutzt werden soll | Kamillo von Knorr-Krehan                                                    | 50° 33′ 15″ N, 13° 30′ 18″ O                                                                    |
| KZ-Außenlager Falkenau an der Eger, Sokolov                                       | Sokolov, Tschechien                                  | Dez. 1943 – Juli 1944              | 750       | –                         | Vorläufer des späteren KZ-Außenlager Zwodau, Luftfahrtgerätewerk Hakenfelde GmbH (LGW), 100 %-Tochter der Siemens & Halske AG und Siemens-Schuckertwerke AG | Willibald Richter, Kurt Schreiber                                           | Kammgarnspinnerei Ignaz Schmieger                                                               |
| Außenlager Flöha                                                                  | Flöha, Deutschland                                   | März 1944 – 14. April 1945         | 600       | 19                        | Herstellung von Flugzeugrümpfen für die Erla-Werke in der Tarnfirma 'Fortuna G.m.b.H.' (Flugzeugtyp: Messerschmitt Bf 109) | Brendel                                                                     | 50° 50′ 54″ N, 13° 4′ 50″ O                                                                     |
| Außenlager Freiberg                                                               | Freiberg, Deutschland                                | 31. Aug. 1944 – 14. April 1945     | 1.000     | 8                         | Frauen-Außenlager; Rüstungsteile für Arado Flugzeugwerke in der Tarnfirma „Freia GmbH“ | Beck                                                                        | 50° 54′ 43″ N, 13° 20′ 34″ O                                                                    |
| KZ-Außenlager Ganacker                                                            | Wallersdorf, Deutschland                             | 20. Feb. 1945 – 24. April 1945     | 500       | 138                       | Bau Betonstartbahn am Flughafen Landau-Garnacker | Donath                                                                      | 48° 43′ 9″ N, 12° 43′ 31″ O                                                                     |
| Außenlager Grafenreuth                                                            | Grafenreuth (Floß), Deutschland                      | Juni 1943 – 20./21. April 1945     | 150       | 1                         | Bau von Baracken | Kübler                                                                      | 49° 41′ 35″ N, 12° 17′ 23″ O                                                                    |
| Außenlager Graslitz (Kraslice)                                                    | Kraslice (Graslitz), Tschechien                      | 7. Aug. 1944 – 15. April 1945      | 877       | –                         | Frauen-Außenlager | Richter, Dziobaka                                                           | 50° 19′ 45″ N, 12° 30′ 31″ O                                                                    |
| Außenlager Gröditz                                                                | Gröditz, Deutschland                                 | 27. Sep. 1944 – 17. April 1945     | 1.000     | 220                       | Bau von Flak-Geschützen für die Mitteldeutschen Stahlwerke (Flick-Konzern) |                                                                             | 51° 25′ 0″ N, 13° 26′ 59″ O                                                                     |
| KZ-Außenlager Gundelsdorf mit Knellendorf bei Kronach                             | Gundelsdorf, Deutschland                             | 12. Sep. 1944 – 13. April 1945     | 100       | –                         | Luftwaffennachschublager | Friedrich Fischer, Wilhelm Sann                                             | 50° 17′ 5″ N, 11° 18′ 6″ O                                                                      |
| Außenlager Hainichen                                                              | Hainichen, Deutschland                               | Aug. 1944 – April 1945             | 500       | 5                         | Frauen-Außenlager; für Framo-Werke Metallarbeiten an Maschinengewehren, Nebel- und Granatwerfern | Wilhelm Loh                                                                 | 50° 58′ 11″ N, 13° 7′ 31″ O                                                                     |
| KZ-Außenlager Helmbrechts                                                         | Helmbrechts, Deutschland                             | 19. Juli 1944 – 13. April 1945     | 680       | 50                        | Frauen-Außenlager; Fertigung für Kabel- und Metallwerke Neumeyer aus Nürnberg | Alois Dörr                                                                  | 50° 14′ 12″ N, 11° 42′ 57″ O                                                                    |
| KZ-Außenlager Happurg und Hersbruck, mit Hubmersberg-Hohenstadt                   | Hersbruck, Deutschland                               | 17. Mai 1944 – April 1945          | 9.500     | 4.000                     | Errichtung unterirdischer Produktionsanlagen (U-Verlagerung) wo BMW-Flugzeugmotoren produziert werden sollten; Tarnbezeichnung Doggerwerk | Emil Fügner, Heinrich Forster, Ludwig Schwarz                               | 49° 30′ 43″ N, 11° 26′ 37″ O                                                                    |
| Außenlager Happurg                                                                | Happurg, Deutschland                                 | 17. Mai 1944 – Juli 1944           | 1.148     | 15                        | Bau einer Schmalspurbahn zum Baulager des geplanten Stollensystems |                                                                             | 49° 29′ 35″ N, 11° 28′ 16″ O                                                                    |
| Außenlager Hertine (Rtyně)                                                        | Rtyně nad Bílinou (Hertine), Tschechien              | 10. Okt. 1944 – 22. April 1945     | 599       | 4                         | Frauen-Außenlager; Befüllung von Geschosshülsen mit Schießpulver und Phosphor für die Dynamit AG | Behr                                                                        | 50° 36′ 11″ N, 13° 54′ 24″ O                                                                    |
| Außenlager Hof-Moschendorf                                                        | Hof (Saale), Deutschland                             | 3. Sep. 1944 – 14. April 1945      | 102       | 4                         | Arbeitslager; Reparatur erbeuteter Waffen für die SS | Ludwig Bauer                                                                | 50° 17′ 39″ N, 11° 55′ 42″ O                                                                    |
| Außenlager Hohenstein-Ernstthal                                                   | Hohenstein-Ernstthal, Deutschland                    | 10. Dez. 1944 – April 1945         | 444       | 6                         | Rüstungsindustrie | Franz Reber                                                                 | 50° 48′ 0″ N, 12° 43′ 0″ O                                                                      |
| Außenlager Hohenthan                                                              | Bärnau, Deutschland                                  | 14. Feb. 1945 – 22. April 1945     | 6         |                           | Bäckereiarbeiten |                                                                             | 49° 48′ 37″ N, 12° 26′ 10″ O                                                                    |
| Außenlager Holleischen (Holýšov) (= „Pilsen/Plzeň“)                               | Holeischen (Holýšov), Tschechien                     | 1942 – 5. Mai 1945                 | 10.000    | 11                        | Produktion von Munition und Flugzeugabwehrgeschütze im Metallwerk Holleischen GmbH (MWH) | Emil Fügner                                                                 | 49° 35′ 35″ N, 13° 6′ 26″ O                                                                     |
| Außenlager Außenlager Hradischko (Hradištko pod Medníkem, = „Beneschau“, Benešov) | Hradištko pod Medníkem (Hradischko), Tschechien      | 17. Nov. 1943 – 26. April 1945     | 325       | 68                        | SS-Truppenübungsplatz Böhmen – Kanalisationsbau, Ausgraben eines Schießstandes, Straßenbau, später Bau von Panzergräben | Alfred Kus                                                                  | 49° 52′ 6″ N, 14° 24′ 34″ O oder 49° 46′ 17″ N, 14° 30′ 42″ O oder 49° 46′ 58″ N, 14° 41′ 19″ O |
| Außenlager Janowitz (Vrchotovy Janovice, = „Olbramowitz“)                         | Vrchotovy Janovice (Markt Janowitz), Tschechien      | 24. Juli 1944 – März 1945          | 200       |                           | Gebäude für SS, Steinbruch. Nach Typhusepidemie Umzug zu Bauernhof bei Kschepenitz (Křepenice). | Friedrich Christel, Willibald Richter                                       | 49° 41′ 0″ N, 14° 34′ 27″ O, später 49° 42′ 10″ N, 14° 20′ 51″ O                                |
| Außenlager Johanngeorgenstadt                                                     | Johanngeorgenstadt, Deutschland                      | 1. Dez. 1943 – 16. April 1945      | 1.200     | 50                        | Herstellung von Jagdflugzeugteilen für Erla Maschinenwerk G.m.b.H. | Cornelius Schwanner, Gottfried Kolacevic                                    | 50° 25′ 52″ N, 12° 43′ 26″ O                                                                    |
| Außenlager Jungfern-Breschan (Panenské-Břežaný, = „Prag“)                         | Panenské Břežany (Jungfern Breschan), Tschechien     | 14. Feb. 1944 – 8. Mai 1945        | 15        | –                         | Bewirtschaftung des Gutes von Reinhard Heydrich mit Familie |                                                                             | 50° 12′ 50″ N, 14° 26′ 28″ O                                                                    |
| Außenlager Kirchham (= „Pocking“, „Pocking-Waldstadt“)                            | Kirchham, Deutschland                                | 6. März 1945 – 2. Mai 1945         | 400       | 96                        | Bau Fliegerrollbahn und Baracken am Bahnhof | Paul Landgräber                                                             | 48° 21′ 0″ N, 13° 16′ 0″ O                                                                      |
| KZ-Außenlager Königstein (= „Rathen-Schwalbe II“)                                 | Struppen, Deutschland                                | 15. Nov. 1944 – 17. März 1945      | 990       | 70                        | Ausbau der unterirdischen Anlage Steinbruch Niedere Kirchleite zur Herstellung von Flugbenzin |                                                                             | 50° 55′ 28″ N, 14° 2′ 18″ O                                                                     |
| KZ-Außenlager Krondorf-Sauerbrunn (= „Kaaden/Kadaň“)                              | Korunní Kyselka, Tschechien                          | 19. Aug. 1942 – 15. Juli 1944      | 120       | –                         | Errichtung eines Quelltempels, Füllanlage für Mineralwasser für die Heinrich Mattoni AG | Johann Baptist Kübler, Zippe                                                | 50° 20′ 28″ N, 13° 4′ 3″ O                                                                      |
| KZ-Außenlager Leitmeritz (Litomerice)                                             | Litoměřice (Leitmeritz), Tschechien                  | 24. März 1944 – 8. Mai 1945        | 18.000    | 4.500                     | Herstellung von Maybach-HL-230-Panzermotoren für die Elsabe AG Leitmeritz, Tarnfirma der Auto Union AG (Chemnitz) | Karl Opitz                                                                  | 50° 32′ 27″ N, 14° 6′ 1″ O                                                                      |
| Außenlager Lengenfeld                                                             | Lengenfeld (Vogtland), Deutschland                   | 9. Okt. 1944 – 13. April 1945      | 1.000     | 246                       | Arbeiten in den Leng-Werken einem Rüstungsbetrieb der Junkers Flugzeug- und Motorenwerke | Albert Roller                                                               | 50° 34′ 0″ N, 12° 22′ 0″ O                                                                      |
| Außenlager Lobositz (Lovosice)                                                    | Lovosice, Tschechien                                 | 20. Mai 1944 – 7. Mai 1945         | 84        | 2                         | Reparatur von Radios |                                                                             | 50° 30′ 47″ N, 14° 3′ 24″ O                                                                     |
| Außenlager Mehltheuer                                                             | Mehltheuer, Deutschland                              | 2. Dez. 1944 – 16. April 1945      | 350       | 1                         | Frauen-Außenlager; Rüstungsbetrieb Vogtländische Maschinenfabrik AG („Vomag“) |                                                                             | 50° 32′ 40″ N, 12° 2′ 20″ O                                                                     |
| Außenlager Meißen-Neuhirschstein                                                  | Hirschstein, Deutschland                             | 7. Okt. 1943 – 4. März 1944        | 220       | 8                         | Bauarbeiten am Schloss Neuhirschstein | Artur Abe                                                                   | 51° 15′ 23″ N, 13° 21′ 25″ O                                                                    |
| Außenlager Mittweida                                                              | Mittweida, Deutschland                               | 9. Okt. 1944 – April 1945          | 500       | 2                         | Frauen-Außenlager; Betrieb C. Lorenz AG Berlin | Teichmann, Adolf Nies                                                       | 50° 59′ 0″ N, 12° 58′ 4″ O                                                                      |
| Außenlager Mockethal-Zatzschke                                                    | Mockethal bei Pirna, Deutschland                     | 10. Jan. 1945 – April 1945         | 131       | 53                        | Baracken- und Straßenbau | Erich von Berg                                                              | 50° 58′ 26″ N, 13° 57′ 38″ O                                                                    |
| Außenlager Mülsen St. Micheln                                                     | Mülsen, Deutschland                                  | 27. Jan. 1944 – 13. April 1945     | 1.100     | über 200                  | Gross GmbH, Tarnfima der Erla-Werke Leipzig | Erich von Berg, Georg Degner                                                | 50° 44′ 40″ N, 12° 34′ 59″ O                                                                    |
| Außenlager Neurohlau (Nová Role)                                                  | Nová Role (Neurohlau), Tschechien                    | 7. Dez. 1942 – 29. April 1945      |           |                           | Arbeiten im beschlagnahmten Unternehmen Bohemia-Keramische Werkstätten AG. Zudem 20 Mann starkes Außenkommando für Bau eines Gerätelagers für eine SS-Dienststelle in Poschetzau (Božičany)                                                                                            | Hugo Bock                                                                   | 50° 16′ 15″ N, 12° 47′ 3″ O                                                                     |
| Außenlager Nossen-Roßwein                                                         | Nossen, Deutschland                                  | Nov. 1944 – 14. April 1945         | 650       | 100                       | Rüstungsproduktion in den Metallbetrieben Fa. E.Warsitz, Nossen (Nowa-Gesellschaft), sowie als 140 Mann starkes Außenkommando in den Press- und Schmiedewerken E.Broier (Ebro-Werke), Roßwein                                                                                          | Wetterau                                                                    | 51° 3′ 0″ N, 13° 18′ 0″ O                                                                       |
| Außenlager Nürnberg (SS-Kaserne)                                                  | Nürnberg, Deutschland                                | 12. Mai 1941 – April 1945          | 300       | –                         | Arbeiten in der SS-Kaserne | Kurt Schreiber                                                              | 49° 27′ 20″ N, 11° 4′ 43″ O                                                                     |
| Außenlager Nürnberg (Siemens-Schuckertwerke)                                      | Nürnberg, Deutschland                                | 18. Okt. 1944 – 6. März 1945       | 550       | 3                         | Frauen-Außenlager; Hilfsarbeiten für die Siemens-Schuckertwerke (SSW) verrichten (z. B. Metallteile entrosten) | Theodor St. Mont                                                            | 49° 24′ 32″ N, 11° 5′ 3″ O                                                                      |
| KZ-Außenlager Obertraubling                                                       | Obertraubling, Deutschland                           | 20. Feb. 1945 – 16. April 1945     | 600       | 170                       | Messerschmitt-Werk | Cornelius Schwanner                                                         | 48° 57′ 57″ N, 12° 10′ 1″ O                                                                     |
| Außenlager Oederan                                                                | Oederan, Deutschland                                 | Sep. 1944 – 14. April 1945         | 500       | 3                         | Frauen-Außenlager; Werk Auto Union AG (Chemnitz), Tarnname Agricola GmbH | Weniger                                                                     | 50° 51′ 42″ N, 13° 10′ 2″ O                                                                     |
| KZ-Außenlager Plattling                                                           | Plattling, Deutschland                               | 20. Feb. 1945 – 24./25. April 1945 | 500       | 40                        | Ausbau eines Übungsflugplatzes | Erich Sörensen                                                              | 48° 46′ 0″ N, 12° 52′ 0″ O                                                                      |
| Außenlager Plauen (Baumwollspinnerei)                                             | Plauen, Deutschland                                  | 18. Sep. 1944 – 14. April 1945     | 200       | –                         | Frauen-Außenlager; Molybdän- und Wolframvorproduktion und Herstellung von Glühlampen für Osram | Dziobaka                                                                    | 50° 30′ 57″ N, 12° 7′ 37″ O                                                                     |
| Außenlager Plauen (Industriewerke)                                                | Plauen, Deutschland                                  | 18. Sep. 1944 – 14. April 1945     | 300       | –                         | Frauen-Außenlager; Molybdän- und Wolframvorproduktion und Herstellung von Glühlampen für Osram | Dziobaka                                                                    | 50° 30′ 57″ N, 12° 7′ 37″ O                                                                     |
| Außenlager Plauen (Dr. Th. Horn)                                                  | Plauen, Deutschland                                  | 9. Nov. 1944 – 27. März 1945       | 50        | 6                         | Fertigung optischer Geräte für die Firma Dr. Th. Horn (Luftfahrttechnik) | Dziobaka                                                                    | 50° 30′ 57″ N, 12° 7′ 37″ O                                                                     |
| Außenlager Porschdorf                                                             | Porschdorf, Deutschland                              | 3. Feb. 1945 – April 1945          | 250       | 9                         | Stollen graben für die geplante Untertageverlagerung des Geilenberg-Stabs | Gustav Göttling                                                             | 50° 56′ 30″ N, 14° 7′ 26″ O                                                                     |
| Außenlager Pottenstein                                                            | Pottenstein, Deutschland                             | 12. Okt. 1942 – 16. April 1945     | 746       | 9                         | Straßenbau; Anlegen eines Stausees als Wasserübungsstrecke; Erschließung Teufelshöhle. Außenkommando Bernitz zur Errichtung eines Barackenlagers für die SS-Larstwehr auf dem Bernitz, einem Berg südlich von Pottenstein, unter Hans Brand.                                           | Wenzel Wodak                                                                | 49° 46′ 20″ N, 11° 24′ 41″ O                                                                    |
| Außenlager Rabstein (Rabštejn)                                                    | Česká Kamenice (Böhmisch Kamnitz), Tschechien        | 1944 –                             | 1.500     | 100                       | Zubehörproduktion bei Weser-Flugzeugbau GmbH Bremen für Junkers-Sturzkampfflugzeuge (Stuka); Stollenbau in Johnsbacher Flur | Oskar Jung                                                                  | 50° 47′ 59″ N, 14° 24′ 57″ O                                                                    |
| Außenlager Regensburg (= „Colosseum“)                                             | Regensburg, Deutschland                              | 19. März 1945 – 23. April 1945     | 400       | 44                        | Ausbesserung von Schäden infolge von Bombardierungen, hauptsächlich am Bahnhof und auf den Bahnanlagen | Ludwig Plagge                                                               | 49° 1′ 28″ N, 12° 5′ 50″ O                                                                      |
| Außenlager Reuth b. Erbendorf                                                     | Reuth bei Erbendorf, Deutschland                     | 12. Jan. 1945 – 22. April 1945     | 7         | –                         | Arbeit in der Bäckerei Paul Röthgen; Belieferung KZ Flossenbürg |                                                                             | 49° 50′ 37″ N, 12° 7′ 14″ O                                                                     |
| Außenlager Rochlitz                                                               | Rochlitz, Deutschland                                | 18. Sep. 1944 – 28. März 1945      | 400       | –                         | Rüstungsproduktion der Mechanik GmbH ein Tochterunternehmen der Pittler Werkzeugmaschinenfabrik AG Leipzig | Marianne Essmann                                                            | 51° 2′ 56″ N, 12° 48′ 50″ O sowie 51° 2′ 56″ N, 12° 48′ 25″ O                                   |
| Außenlager Saal an der Donau                                                      | Saal an der Donau, Deutschland                       | 30. Nov. 1944 – 18./19. April 1945 | 800       | 236                       | Stollenbau für Rüstungsproduktion der Flugzeugfirma Messerschmitt AG in Regensburg | Konrad Maier                                                                | 48° 53′ 55″ N, 11° 58′ 7″ O                                                                     |
| Außenlager Schlackenwerth (Ostrov nad Ohří)                                       | Ostrov nad Ohří (Schlackenwerth), Tschechien         | 17. Mai 1943 – 19./20. April 1945  | 120       | 9                         | Umbauarbeiten an dem baufälligen Schloss | Edmund Fieger                                                               | 50° 18′ 24″ N, 12° 56′ 49″ O                                                                    |
| Außenlager Schönheide                                                             | Schönheide, Deutschland                              | 21. Feb. 1945 – 13. April 1945     | 50        | 3                         | Arbeit für Apparatebau-Firma R. Fuess (Berlin-Steglitz) in der Textildruckerei Arlt; Unterbringung in Barackenbau bei Bürstenfabrik Schurig, Alte Auerbacher Straße | Karl Freitag                                                                | 50° 30′ 13″ N, 12° 31′ 25″ O                                                                    |
| Außenlager Seifhennersdorf                                                        | Seifhennersdorf, Deutschland                         | Jan. 1944 – 16. März 1945          | 30        | –                         | Bauarbeiten an einem SS-Lazarett in Dresden | Wilhelm Hartmann                                                            | 50° 56′ 0″ N, 14° 37′ 0″ O                                                                      |
| Außenlager Siegmar-Schönau                                                        | Siegmar-Schönau, Deutschland                         | Aug. 1944 – 10. Dezember 1944      | 400       | 1                         | Panzermotorenbau der Auto Union im Werk Siegmar (früher Wanderer) | Franz Reber                                                                 | 50° 49′ 0″ N, 12° 51′ 20″ O                                                                     |
| Außenlager Steinschönau (Kamenicky-Šenov)                                         | Kamenický Šenov (Steinschönau), Tschechien           | 22. Sep. 1944 – 27. Januar 1945    | 48        |                           | Bauarbeiten |                                                                             | 50° 46′ 29″ N, 14° 28′ 21″ O                                                                    |
| Außenlager Sankt Georgenthal (Jiřetín pod Jedlovou)                               | Jiřetín pod Jedlovou (Sankt Georgenthal), Tschechien | 1. Okt. 1944 – 28. Februar 1945    | 33        | 1                         | Schrauben für die Rüstungsindustrie bei der Firma A. Schultze Jr. | Müller                                                                      | 50° 52′ 30″ N, 14° 34′ 33″ O                                                                    |
| Außenlager Stulln                                                                 | Stulln, Deutschland                                  | Feb. 1942 – Oktober 1942           | 99        | –                         | Bau eines Kesselhauses für die VAW (Vereinigte Aluminium-Werke) | Schirner                                                                    | 49° 25′ 22″ N, 12° 8′ 51″ O                                                                     |
| Außenlager Venusberg                                                              | Venusberg (Drebach), Deutschland                     | 8. Jan. 1945 – 13./14. April 1945  | 1.000     | 46                        | Frauen-Außenlager; Dessauer Junkers-Werke (Venuswerke) in der Spinnerei Schüller | Johann Dücker                                                               | 50° 41′ 55″ N, 13° 1′ 1″ O                                                                      |
| Außenlager Wilischthal                                                            | Wilischthal, Deutschland                             | 30. Okt. 1944 – 13. April 1945     | 300       | 1                         | Frauen-Außenlager; Fertigungsteileproduktion für Maschinengewehrtyps MG 151 bei Deutschen Kühl- und Kraftmaschinen GmbH und Draht- und Nagel-Werk Wilischthal | Helene Klofik                                                               | 50° 43′ 33″ N, 13° 3′ 23″ O                                                                     |
| Außenlager Wolkenburg                                                             | Limbach-Oberfrohna, Deutschland                      | Aug. 1944 – 13. April 1945         |           | 7                         | Frauen-Außenlager; Fertigung für das Elektro-Unternehmen Opta Radio aus Berlin | Wilhelm Brusch                                                              | 50° 52′ 0″ N, 12° 45′ 0″ O                                                                      |
| Außenlager Würzburg                                                               | Würzburg, Deutschland                                | 17. Apr. 1943 – 22. März 1945      | 58        | 1                         | Aus- und Umbau der Universitäts-Nervenklinik in Würzburg | Marggraf                                                                    | 49° 48′ 19″ N, 9° 56′ 23″ O                                                                     |
| Außenlager Zschachwitz                                                            | Zschachwitz, Deutschland                             | Okt. 1944 – April 1945             | 1.000     | 80                        | Panzerwerk der Mühlenbau und Industrie AG (MIAG). Zudem Außenkommando Elbtalwerke AG, Heidenau. | Alois Gröger, Johann Baptist Kübler                                         | 51° 0′ 0″ N, 13° 50′ 30″ O                                                                      |
| Außenlager Zschopau                                                               | Zschopau, Deutschland                                | 21. Nov. 1944 – April 1945         | 500       | 5                         | Frauen-Außenlager; Fertigung Flugzeug- und Fahrzeugteile bei der Auto Union AG in Zschopau | Happel                                                                      | 50° 45′ 0″ N, 13° 4′ 0″ O                                                                       |
| Außenlager Zwickau                                                                | Zwickau, Deutschland                                 | 30. Aug. 1944 – 14. April 1945     | 1.000     | 280                       | Herstellung von Wehrmachtsfahrzeugen, Flugzeugteilen und Torpedos für die Horch-Werke (Teil der Auto Union) | Wilhelm Müsch                                                               | 50° 43′ 8″ N, 12° 29′ 32″ O                                                                     |
| Außenlager Zwodau (Svatava)                                                       | Svatava, Tschechien                                  | März 1944 – 20. April 1945         | 1.350     | 50                        | Frauen-Außenlager; Errichtung des Lagers Zwodau | Kurt Erich Schreiber, Willi Jordan                                          | 50° 11′ 37″ N, 12° 37′ 16″ O                                                                    |

### Unbestätigt
Nicht bestätigt sind mögliche Außenkommandos oder -lager in:
| Name                                | Ort, Land                            | Zeitraum           | Zwangsarbeit | Lage                         |
| ----------------------------------- | ------------------------------------ | ------------------ | --- | ---------------------------- |
| St. Ötzen                           | Flossenbürg, Deutschland             | Dez. 1944 –        | Laut Arolsen 1949 KZ-Außenkommando ab Dezember 1944, 5 Häftlinge bei Karl Schreyer. | 49° 19′ 42″ N, 12° 6′ 36″ O  |
| Münchberg                           | Münchberg, Deutschland               | bis 13. April 1945 | Metall-, Guß- u. Presswerk Heinrich Diehl GmbH, geschlossen vor 13. April 1945. | 50° 11′ 32″ N, 11° 47′ 20″ O |
| Außenlager Theresienstadt (Terezín) | Theresienstadt (Terezín), Tschechien | 24. März 1944 –    | 500 Häftlinge. Lagererrichtung, Lagerleiter Emanuel Fritz. Wohl kein Außenlager oder -kommando des KZ Flossenbürg, sondern vorübergehende Schlafstätte der KZ-Häftlinge zu Beginn der Errichtung der KZ-Außenlager Leitmeritz und Lobositz. | 50° 30′ 40″ N, 14° 9′ 2″ O   |